# Liste des aires protégées de la république de l'Altaï
Cette liste comprend les aires protégées situés en république de l'Altaï en Russie sibérienne.
Au niveau fédéral, les aires protégées comprennent les réserves naturelles, les parcs nationaux et les jardins botaniques.
Au niveau régional, il existe les parcs naturels, les zakazniks, les monuments naturels et les domaines thérapeutiques. Ils sont sous la responsabilité du ministère des ressources naturelles et de l'écologie de la république de l'Altaï.
De plus, certaines zones sont classées au patrimoine mondial de l'UNESCO, sous le site des Montagnes dorées de l'Altaï, devant alors respecter des normes et régulations internationales.

## Liste

### Réserves naturelles
Il existe sur le territoire de la république deux réserves naturelles, ou zapovedniks, les deux étant inscrites aux patrimoine mondial de l'UNESCO au sein de l'appellation des « Montagnes dorées de l'Altaï ».
| N° | Photo | Nom    | Superficie ha | Statut international | Importance | Raïon               | Année de création |
| -- | ----- | ------ | ------------- | -------------------- | ---------- | ------------------- | ----------------- |
| 1  |       | Altaï  | 871 206,6     | réserve de biosphère | fédérale   | Tourotchak, Oulagan | 1932 / 1967       |
| 2  |       | Katoun | 151 664,6     | réserve de biosphère | fédérale   | Oust-Koksa          | 1991              |

### Parc national
Il existe un site dans la république ayant le statut de parc national :
| N° | Photo | Nom         | Superficie ha | Importance | Raïon       | Année de création |
| -- | ----- | ----------- | ------------- | ---------- | ----------- | ----------------- |
| 1  |       | Saïliouguem | 118 537       | fédérale   | Koch-Agatch | 2012              |

### Parcs naturels
Dans la république se trouve quatre parcs naturels, dont un est en création. Le parc naturel de la Katoun, fondée en 2002, a perdu son statut en 2008. Deux des quatre parcs font partie des montagnes dorées de l'Altaï.
| N° | Photo | Nom              | Superficie ha | Statut international | Importance | Raïon              | Année de création | Statut      |
| -- | ----- | ---------------- | ------------- | -------------------- | ---------- | ------------------ | ----------------- | ----------- |
| 1  |       | Béloukha (ru)    | 131 270       | oui                  | régionale  | Oust-Koksa         | 1997              | Actif       |
| 2  |       | Oukok            | 254 204       | oui                  | régionale  | Koch-Agatch        | 2005              | Actif       |
| 3  |       | Outch-Enmek (ru) | 81 123        | non                  | régionale  | Ongoudaï           | 2001              | Actif       |
| 4  |       | Toubalar         | 97 900        | non                  | régionale  | Tourotchak, Tchoïa |                   | En création |
| -  |       | Katoun           |               | non                  | régionale  | Maïma, Tchemal     | 2002              | Dissout     |

### Jardins botaniques
Deux jardins botaniques sont classés comme des aires protégées dans la république :
| N° | Photo | Nom                                                 | Superficie ha | Importance | Raïon / Ville | Année de création |
| -- | ----- | --------------------------------------------------- | ------------- | ---------- | ------------- | ----------------- |
| 1  |       | Jardin botanique du Haut-Altaï (ru)                 | 59,7          | fédérale   | Chebalino     | 1994              |
| 2  |       | Agrobiostation d'État de l'Université du Haut-Altaï | 38,6          | fédérale   | Gorno-Altaïsk | 2012              |

### Domaine thérapeutique
| N° | Photo | Nom    | Superficie ha | Importance | Raïon   | Année de création |
| -- | ----- | ------ | ------------- | ---------- | ------- | ----------------- |
| 1  |       | Chemal | 118 537       | régionale  | Tchemal | 1971              |

### Monuments naturels
Le plus grand nombre d'aires protégées dans la république de l'Altaï se trouve dans la catégorie des monuments naturels, dont la liste est approuvée par le gouvernement de la république de l'Altaï. Ils sont tous d'importance régionale.
Il y en a actuellement 44, ainsi que 3 qui ont été exclu de la liste.
Parmi les sites existants, il y a :
- 12 sources ;
- 10 lacs ;
- 9 paysages ;
- 8 cols ;
- 3 montagnes ;
- 2 cascades.

| N° | Photo | Nom                           | Type            | Raïon / Ville         |
| -- | ----- | ----------------------------- | --------------- | --------------------- |
| 1  |       | Grotte du musée (ru)          | grotte          | Oust-Kan              |
| 2  |       | Kiok-Tach (ru)                | grotte          | Chebalino             |
| 3  |       | Kouldoukskaïa                 | grotte          | Chebalino             |
| 4  |       | Tout-Kouch (ru)               | grotte          | Tchemal               |
| 6  |       | Tarkolskaïa                   | grotte          | Maïma                 |
| 7  |       | Grotte de Karakocha (ru)      | grotte          | Tchoïa                |
| 8  |       | Lac de Mandjerok (en)         | lac             | Maïma                 |
| 9  |       | Tenguinskoïe (ru)             | lac             | Ongoudaï              |
| 10 |       | Lacs Karakol (ru)             | lac             | Tchemal               |
| 11 |       | Lacs de la Moulta             | lac             | Oust-Koksa            |
| 12 |       | Lac d'Akkem                   | lac             | Oust-Koksa            |
| 13 |       | Lac Koucherla                 | lac             | Oust-Koksa            |
| 14 |       | Lac Talmenié                  | lac             | Oust-Koksa            |
| 15 |       | Sadrinskoïe (ru)              | lac             | Tourotchak            |
| 16 |       | Lac Teletskoïe                | lac             | Tourotchak, Oulagan   |
| 17 |       | Lacs Touïouk (ru)             | lac             | Chebalino             |
| 20 |       | Tékéliou                      | cascade         | Oust-Koksa            |
| 21 |       | Cascade de la Kamychla (ru)   | cascade         | Chebalino             |
| 22 |       | Béloukha                      | montagne        | Oust-Koksa            |
| 23 |       | Iconostasse (ru)              | montagne        | Tourotchak            |
| 24 |       | Bely-Kamen                    | montagne        | Oust-Kan              |
| 25 |       | Tchike-Taman                  | col             | Ongoudaï              |
| 26 |       | Col de la Séma                | col             | Ongoudaï              |
| 27 |       | Arjan-Suu (ru)                | source          | Maïma                 |
| 28 |       | Source de Tcheremchanka       | source          | Maïma                 |
| 29 |       | Source du Tchoulychman        | source          | Oulagan               |
| 30 |       | Source de Tchagan-Ouzoun (ru) | source          | Koch-Agatch           |
| 31 |       | Source de la Bougouzoun (ru)  | source          | Koch-Agatch           |
| 32 |       | Source de la Kadrine          | source          | Ongoudaï              |
| 33 |       | Source Kourlovski             | source          | Chebalino             |
| 34 |       | Source sacrée                 | source          | Maïma                 |
| 35 |       | Kara-Kébek                    | source          | Ongoudaï              |
| 36 |       | Grand Ialoman                 | source          | Ongoudaï              |
| 37 |       | Tiouply Klioutch (ru)         | source          | Koch-Agatch           |
| 38 |       | Mandjeork                     | source          | Maïma                 |
| 39 |       | Oust-Séma                     | terrain paysagé | Chebalino             |
| 40 |       | Chichkoular-Kataïl            | terrain paysagé | Chebalino             |
| 41 |       | Mont Komsomolskaïa            | terrain paysagé | Gorno-Altaïsk         |
| 42 |       | (Vallée du) Tchoulychman      | terrain paysagé | Oulagan               |
| 43 |       | Bois de Maïma                 | terrain paysagé | Maïma                 |
| 44 |       | Bois d'Oulala                 | terrain paysagé | Gorno-Altaïsk         |
| 45 |       | Vallée d'Askat                | terrain paysagé | Tchemal               |
| 46 |       | Voie Yelanda                  | terrain paysagé | Gorno-Altaïsk / Maïma |
| 47 |       | Tourochakski                  | terrain paysagé | Tourotchak            |

| Sites exclus | Sites exclus              | Sites exclus        | Sites exclus          |
| N°           | Nom                       | Type                | Région administrative |
| ------------ | ------------------------- | ------------------- | --------------------- |
| 5            | Arche karstique de Taldin | grotte              | Chebalino             |
| 18           | Données manquantes        | Section de rivières | Données manquantes    |
| 19           | Korbou                    | cascade             | Chebalino             |